# نوآباد (شغنان)
نوآباد جماعت و شهرکی در جنوب شرقی کشور تاجیکستان است که در ناحیهٔ شغنان ولایت مختار کوهستان بدخشان قرار دارد. جمعیت این جماعت ۵۷۷۲ است.